# Diego Boneta
Diego Andrés González Boneta (ur. 29 listopada 1990 w Meksyku) – meksykański piosenkarz, aktor i muzyk. Zajął 5. miejsce w meksykańskim odpowiedniku programu Idol – Código F.A.M.A. (2002–2003). Wystąpił w serialu młodzieżowym Zbuntowani (2005–2006) jako Rocco Bezauri, a także w komedii familijnej Monte Carlo (2011) jako Drew Dearwater i komediodramacie muzycznym Adama Shankmana Rock of Ages (2012) jako Drew Boley.

## Dyskografia

### Albumy
- 2005: Diego
- 2008: Indigo

### Single
- 2006: Responde
- 2006: Más
- 2007: Solo Existes Tú
- 2008: Perdido En Ti
- 2009: Millón De Años
- 2010: Siempre tu
- 2010: Siempre tu (angielska wersja)

## Filmografia
- 2019: Terminator: Mroczne przeznaczenie jako Diego Ramos
- 2017: Zanim odejdę jako nauczyciel
- od 2015: Królowe krzyku jako Pete
- 2015: Summer Camp jako Will
- 2015: City of Dead Men
- 2013: Paradise Lost jako Adam
- 2012: Niskozatrudnieni jako Miles
- 2012: Despicable Me 2 jako Martin Mendez
- 2012: Rock of Ages jako Drew Boley
- 2011: Monte Carlo jako Drew Dearwater
- 2011: Mean Girls 2 jako Tyler
- 2010: Słodkie kłamstewka jako Alex Santiago
- 2010: 90210 jako Javier Luna
- 2005–2006: Zbuntowani (Rebelde) jako Rocco Bezaury
- 2004: Misión S.O.S. aventura y amor jako Christian Martínez
- 2003: Alegrijes y Rebujos jako Ricardo Sánchez
- 2003: Código F.A.M.A. jako on sam (uczestnik konkursu)